# Crossandra subacaulis
Crossandra subacaulis är en akantusväxtart som beskrevs av C. B. Cl.. Crossandra subacaulis ingår i släktet Crossandra och familjen akantusväxter. Inga underarter finns listade i Catalogue of Life.